# Julien Lachuer
Pour les articles homonymes, voir Lachuer.
Julien Lachuer, né le 15 novembre 1976 à Saint-Maur-des-Fossés, est un ancien footballeur français qui évoluait au poste de gardien de but. Il était depuis devenu l'entraîneur des gardiens du Stade brestois 29 à partir de 2010, à l'exception d'une saison, en 2012-2013. Jusqu'à ce qu'il soit reconverti comme entraîneur adjoint depuis 2022. 
Il est le frère cadet de Yann Lachuer.

## Biographie
Il passe l'examen du Certificat d'Entraîneur des gardiens de but en février 2010.

## Statistiques
| Saison                | Club                  | Championnat           | Championnat | Championnat | Coupe nationale | Coupe nationale | Coupe de la Ligue | Coupe de la Ligue | Total | Total |
| Saison                | Club                  | Division              | M.          | B.          | M.              | B.              | M.                | B.                | M.    | B.    |
| 1998-1999             | Amiens SC             | Division 2            | 8           | 0           | 3               | 0               | -                 | -                 | 11    | 0     |
| 1999-2000             | Amiens SC             | Division 2            | 7           | 0           | -               | -               | -                 | -                 | 7     | 0     |
| 2000-2001             | Amiens SC             | National              | 17          | 0           | 6               | 0               | 4                 | 0                 | 27    | 0     |
| 2001-2002             | Amiens SC             | Division 2            | 37          | 0           | 3               | 0               | 3                 | 0                 | 43    | 0     |
| 2002-2003             | Amiens SC             | Ligue 2               | 28          | 0           | -               | -               | -                 | -                 | 28    | 0     |
| Sous-total            | Sous-total            | Sous-total            | 97          | 0           | 12              | 0               | 7                 | 0                 | 116   | 0     |
| 2003-2004             | Angers SCO            | Ligue 2               | 38          | 0           | -               | -               | 1                 | 0                 | 39    | 0     |
| 2004-2005             | Angers SCO            | Ligue 2               | 31          | 0           | 1               | 0               | 1                 | 0                 | 33    | 0     |
| Sous-total            | Sous-total            | Sous-total            | 69          | 0           | 1               | 0               | 2                 | 0                 | 72    | 0     |
| 2005-2006             | Stade brestois 29     | Ligue 2               | 5           | 0           | 3               | 0               | 1                 | 0                 | 9     | 0     |
| 2006-2007             | Stade brestois 29     | Ligue 2               | 2           | 0           | 1               | 0               | 1                 | 0                 | 4     | 0     |
| 2007-2008             | Stade brestois 29     | Ligue 2               | 2           | 0           | 3               | 0               | 2                 | 0                 | 7     | 0     |
| 2008-2009             | Stade brestois 29     | Ligue 2               | 19          | 0           | 4               | 0               | -                 | -                 | 23    | 0     |
| 2009-2010             | Stade brestois 29     | Ligue 2               | -           | -           | -               | -               | -                 | -                 | 0     | 0     |
| Sous-total            | Sous-total            | Sous-total            | 28          | 0           | 11              | 0               | 4                 | 0                 | 43    | 0     |
| Total sur la carrière | Total sur la carrière | Total sur la carrière | 194         | 0           | 24              | 0               | 13                | 0                 | 231   | 0     |

## Palmarès
- Finaliste de la Coupe de France 2001 avec Amiens SC
- 1 sélection en Équipe de Bretagne en 2008 (Bretagne – Congo : 3-1)